# Eurylophella temporalis
Eurylophella temporalis är en dagsländeart som först beskrevs av Mcdunnough 1924.  Eurylophella temporalis ingår i släktet Eurylophella och familjen mossdagsländor. Inga underarter finns listade i Catalogue of Life.